# Phalanger vestitus
Phalanger vestitus é uma espécie de marsupial da família Phalangeridae. Endêmica da ilha de Nova Guiné.